# Nicolae Farcaș
Nicolae „Nicu” Farcaș (n. 25 mai 1939, Brateiu, județul Sibiu - 7 ianuarie 2009, Bucuresti) a fost un trombonist român. O perioadă de timp era considerat „cel mai apreciat solist român la trombon.”

## Studii
- Școala de muzică nr. 1 București

## Activitatea muzicală
- Angajat la Teatrul „Constantin Tănase” (1962-1963)
- Colaborator al orchestrei „Electrecord”
- Angajat la orchestra Operei Române (1970-1972)
- Angajat la orchestra de estradă a Radioteleviziunii
- Membru al Septetului „București”[2]

## Festivaluri
- Participant la festivalurile de jazz din Sibiu (1974, 1975, 1979)

## Înregistrări
- A înregistrat cu, printre alții, Aura Urziceanu, Johnny Răducanu, Guido Manusardi, Dan Mândrilă[3].

Apare pe discul Electrecord „Jazz cu Ion Baciu Jr.”